# Amazona diadema
El loro diadema (Amazona diadema) es una especie de ave que integra el género Amazona. Este sitácido habita en zonas selváticas del centro-norte de Sudamérica.

## Distribución
Este taxón es endémico del estado de Amazonas, en el norte del Brasil, en el bajo río Negro y margen norte del río Amazonas.

## Taxonomía
Este taxón fue descrito originalmente en el año 1824 por el médico, zoólogo y explorador alemán Johann Baptist von Spix.
Durante décadas fue tratado como formando una subespecie de la especie A. autumnalis, es decir, Amazona autumnalis diadema. Para mediados del año 2014 se lo considera una especie plena, bajo un concepto más amplio que el de la especie biológica, tal como es el de especie filogenética.

## Estado de conservación
En la Lista Roja elaborada por la Unión Internacional para la Conservación de la Naturaleza (UICN) este taxón es categorizado como “en peligro de extinción”, al encontrarse su geonemia afectada por la deforestación ya que en su centro se encuentra la ciudad de Manaus.